# The Impossible Astronaut
"The Impossible Astronaut" (intitulado "O Astronauta Impossível" no Brasil) é o primeiro episódio da sexta temporada da série de ficção científica britânica Doctor Who, transmitido originalmente através da BBC One em 23 de abril de 2011. É a primeira parte de uma história dividida em dois capítulos, sendo concluída em "Day of the Moon". Ambos foram escritos por Steven Moffat e dirigidos por Toby Haynes.
No episódio, o alienígena viajante do tempo conhecido como o Doutor (Matt Smith), seus acompanhantes, o casal Amy Pond (Karen Gillan) e Rory Williams (Arthur Darvill), e a arqueóloga River Song (Alex Kingston) são convocados por uma versão do Doutor de 200 anos no futuro. Tentando entender as dicas enigmáticas sobre o "Espaço 1969" que o Doutor mais velho mencionou e um homem que conheceram em 2011 chamado Canton Everett Delaware III (Mark Sheppard em 1969 e William Morgan Sheppard em 2011), eles viajam para os Estados Unidos em 1969 e descobrem uma garota assustada (Sydney Wade) que está presa dentro de um traje espacial. A equipe lida com o Silêncio, uma ordem religiosa de alienígenas que possui membros que podem fazer as pessoas esquecerem o encontro com eles quando desviam o olhar.
O Silêncio foi criado para competir com outros alienígenas do passado em termos de serem "assustadores", incluindo os Weeping Angels. O episódio foi parcialmente filmado em Lone Rock, Utah, sendo a primeira vez em Doctor Who que as filmagens principais ocorreram nos Estados Unidos. Foi visto por 8,86 milhões de telespectadores no Reino Unido e recebeu críticas geralmente positivas, alcançando um Índice de Apreciação do público de 88, considerado excelente. O episódio foi dedicado a Elisabeth Sladen, conhecida por interpretar a ex-acompanhante Sarah Jane Smith, que morreu de câncer em 19 de abril de 2011.

## Enredo

### Prequência
Em 22 de março de 2011, uma curta cena servindo de prequência para o episódio foi lançada no site do programa. Nele, Richard Nixon recebe um telefonema de uma garotinha que liga constantemente para ele. Ela implora para que o presidente olhe para trás, mas ele pergunta como ela conseguiu aquele número, que o "homem do espaço" lhe contou. Ela diz a ele que é sobre monstros, ao que Nixon responde: "Mocinha, não há monstros no Salão Oval." Ele então desliga e se inclina para trás, atrás do qual está um membro do Silêncio fora de foco.

### Sinopse

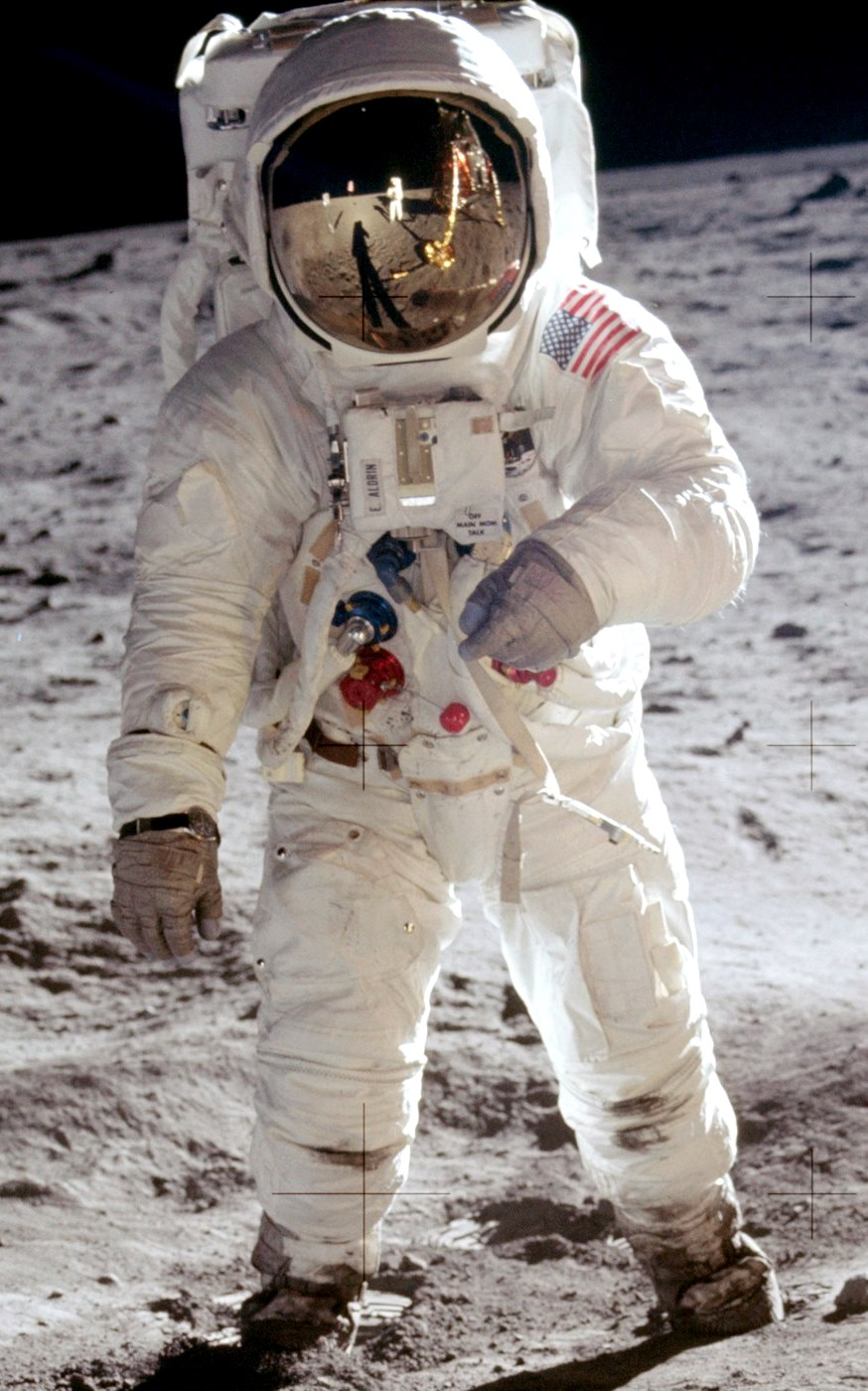
Buzz Aldrin durante a missão Apollo 11 de 1969. Uma réplica deste traje foi criada para o episódio.

Durante uma pausa em suas viagens com o Doutor, seus acompanhantes Amy e Rory recebem envelopes convocando-os para Utah em um horário e local específicos. Eles chegam e encontram River Song, que também recebeu um envelope, e o Doutor, que está quase 200 anos mais velho do que quando os viu pela última vez. Ele os leva para um piquenique em um lago próximo, dizendo que os levará em uma viagem ao "Espaço 1969". Amy vislumbra uma figura misteriosa à distância, mas parece esquecê-la imediatamente depois de desviar o olhar. Mais tarde, uma figura em traje espacial emerge do lago; o Doutor se aproxima, mas avisa os outros para não interferirem. O astronauta então atira várias vezes nele, matando-o antes que ele possa se regenerar completamente. Um homem chamado Canton Everett Delaware III chega e diz que também recebeu um envelope e foi instruído a trazer uma lata de gasolina, que o grupo usa para dar ao Doutor um funeral no estilo Viking.
Reagrupando-se em um restaurante, Amy, Rory e River discutem sobre o remetente dos envelopes quando ficam chocados ao ver o Doutor entrando, 200 anos mais jovem novamente. Ele revela que também recebeu um envelope, mas não sabe quem o enviou. Relutantemente, seus companheiros decidem não contar a ele sobre sua morte ou que o remetente era ele mesmo no futuro. Os quatro fazem uma pesquisa sobre Delaware e "Espaço 1969", o que leva a TARDIS a se materializar invisível no Salão Oval, onde o presidente Richard Nixon conversa com um jovem Delaware, um ex-agente do FBI, sobre uma série de telefonemas que recebeu de uma jovem pedindo ajuda. O Doutor rapidamente ganha a confiança dele, convencendo Nixon a lhe dar alguns minutos para localizar a garota.
Enquanto o Doutor trabalha, Amy vê a figura misteriosa novamente e pede licença para ir ao banheiro. Lá, a figura, membro de uma espécie conhecida como Silêncio, espera por ela e destrói uma mulher inocente, apesar dos apelos de Amy. Percebendo que o alienígena está apagando sua memória do encontro, Amy tira uma foto dele. Quando ela sai, porém, ela mais uma vez esquece-se do ocorrido. O Doutor também encontra a localização da garota, um prédio perto de Cabo Canaveral, Flórida.
Canton segue o Doutor e os outros até a TARDIS enquanto eles partem para o local. Ao chegarem ao prédio onde a garota está presa, encontram peças de um traje espacial e tecnologia alienígena. River e Rory exploram uma vasta rede de túneis que aparentemente se espalham pelo planeta há séculos, despercebidos pela população humana, mas povoados pelo Silêncio. Enquanto isso, Delaware ouve a garota gritando e começa a persegui-la. Enquanto Amy e o Doutor o seguem, Amy diz a ele que está grávida. Quando eles encontram Delaware inconsciente, um astronauta aparece. Sem pensar, Amy pega a arma dele e atira no traje. Porém, ela percebe tarde demais que o visor se abriu para revelar a garota.

### Continuidade
A TARDIS já havia ficado invisível devido a danos em seu estabilizador visual na história do Segundo Doutor The Invasion (1968). Quando Canton sai pela primeira vez da TARDIS, o Doutor comenta, "Coração valente, Canton", uma referência à declaração recorrente do Quinto Doutor a sua companheira Tegan Jovanka, "Coração valente, Tegan". Quando Amy pede ao Doutor mais jovem para confiar nela, ele pede que ela jure sobre algo que importa. Depois de pensar um pouco, ela sorri e diz "Tirinhas de peixe e creme", referindo-se aos acontecimentos de "The Eleventh Hour", quando Amy conhece o Doutor pela primeira vez quando era uma menina.

## Produção

### Roteiro

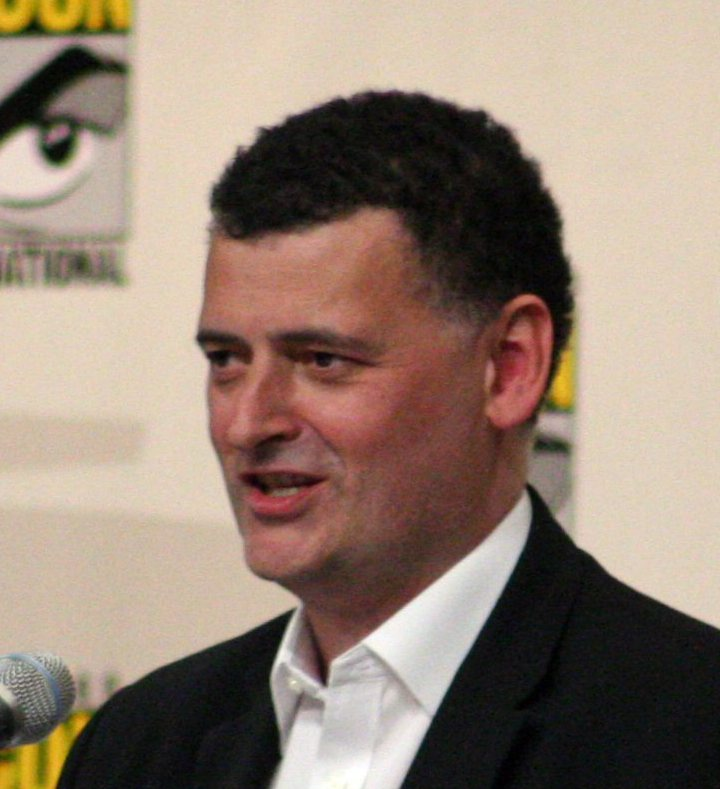
O showrunner e roteirista do episódio Steven Moffat (imagem) criou o Silêncio para competir com outras criaturas do passado em termos de serem "assustadores".

O episódio foi escrito por Steven Moffat, que assumiu o comando do programa em 2010. Ele queria que a temporada de 2011 começasse com uma história de duas partes, em uma tentativa de começar com mais gravidade e um escopo mais amplo na trama, bem como queria que o episódio fosse um dos mais sombrios da temporada. "The Impossible Astronaut" e "Day of the Moon" foi a primeira história de duas partes a abrir uma temporada desde Attack of the Cybermen do Sexto Doutor em 1985.
No episódio Doctor Who Confidential exibido após a transmissão de "The Impossible Astronaut", Moffat afirmou que apesar de ser um dos episódios mais sombrios da série, ele ainda manteve o mesmo nível de humor. A inclusão da morte do Doutor pareceu algo de um final de temporada para alguns dos produtores, mas na verdade estava lá para "dar o pontapé inicial". Ao escrever a cena da morte do Doutor do futuro, Moffat queria demonstrar ao público que os Senhores do Tempo não são invencíveis e ainda podem morrer permanentemente se forem mortos antes da regeneração. Ao criar o Silêncio, os antagonistas alienígenas do episódio, o roteirista também queria que eles desafiassem os monstros do passado em termos de serem "assustadores". Para ele, essas criaturas são "algo muito maior". A aparência deles foi parcialmente inspirada na figura da pintura O Grito de Edvard Munch.

### Elenco
Em outubro de 2010 foi anunciado que Mark Sheppard, que havia aparecido em outras séries de ficção científica incluindo Battlestar Galactica, Firefly, Supernatural e Warehouse 13, faria uma aparição especial em Doctor Who. O ator descreveu interpretar Canton como um "emprego dos sonhos" e disse que desejava aparecer em outras obras de Moffat, incluindo Sherlock. Embora Sheppard seja inglês, foi sua primeira aparição em um programa de televisão britânico. Para a cena que retrata um Canton já idoso, os produtores planejaram originalmente que Sheppard parecesse mais velho usando efeitos de maquiagem. No entanto, ele sugeriu em vez disso que seu pai e ator, William Morgan Sheppard, desempenhasse o papel, sugestão a qual foi aceita.
O ator americano Stuart Milligan foi escalado para o papel do presidente Nixon, o que ele disse ter achado emocionante, tendo interpretado outros presidentes no passado, incluindo Dwight D. Eisenhower. Peças protéticas foram aplicadas nas bochechas, nariz e orelhas dele para torná-lo o mais parecido possível com Nixon. Ele também praticou como o presidente falava, mas inicialmente achou difícil, pois precisava usar dentes falsos. Milligan apareceu anteriormente no especial animado do Décimo Doutor, Dreamland, como a voz do Coronel Stark. Chukwudi Iwuji, que interpretou Carl, apareceu anteriormente no áudio-drama do Sétimo Doutor A Thousand Tiny Wings, onde interpretou Joshua Sembeke.

### Filmagens e efeitos

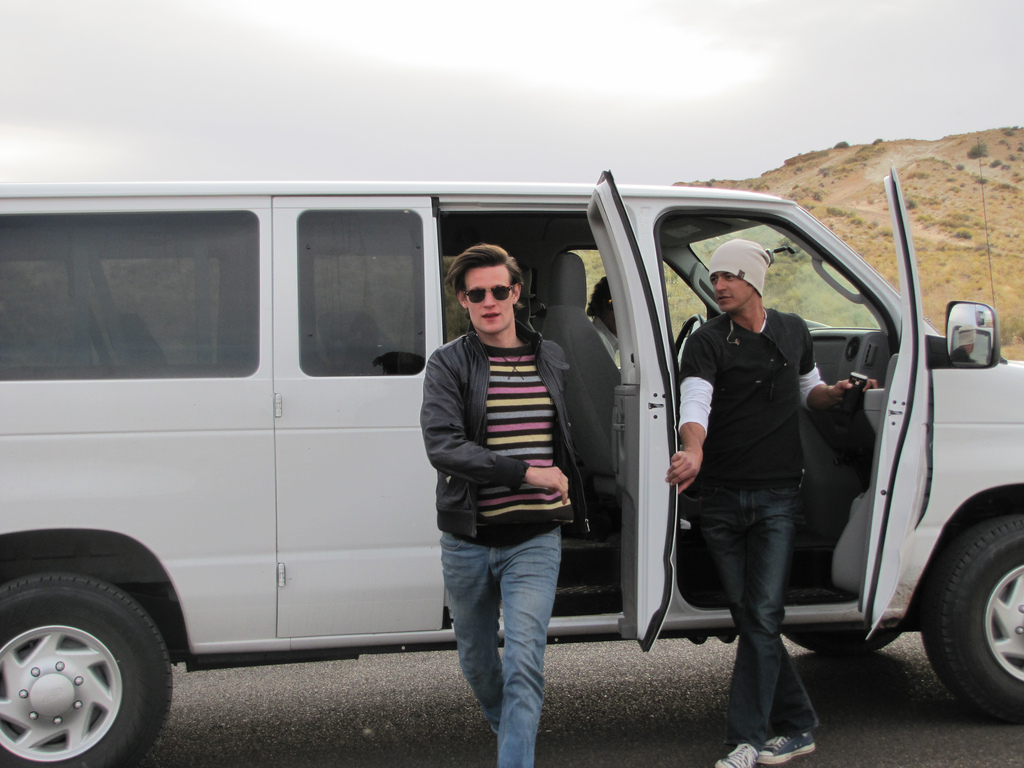
Matt Smith em um local das filmagens em Utah.

As filmagens de "The Impossible Astronaut" e "Day of the Moon" marcam a primeira vez que Doctor Who teve sua fotografia principal realizada nos Estados Unidos; o telefilme produzido naquele país em 1996 foi filmado no Canadá, enquanto algumas cenas de estabelecimento de segunda unidade de Nova York e da Estátua da Liberdade foram filmadas na Ilha da Liberdade para o episódio "Daleks in Manhattan", mas nenhum membro do elenco daquele episódio estava envolvido. As filmagens ocorreram no estado de Utah. Para a cena de abertura, o diretor Toby Haynes queria que fosse épico para que o público pudesse reconhecer onde o episódio se passava. As cenas na estrada foram filmadas na U.S. Route 163 (vários quilômetros a leste das coordenadas listadas nos convites do Doutor). A equipe queria adicionar tantos ícones americanos quanto possível a essas fotos, incluindo um chapéu Stetson, um carro Edsel Villager dos anos 1950 e um ônibus escolar amarelo. Moffat, gostando de escrever episódios com River Song, queria dar-lhe uma entrada impressionante. Haynes fez com que a atriz Alex Kingston bloqueasse a luz do sol do ângulo da câmera e soprasse a fumaça de seu revólver. As cenas envolvendo o piquenique e a morte do Doutor do futuro ocorreram às margens do Lago Powell. O traje usado pelo astronauta era uma réplica fabricada de um traje espacial da Apollo 11. Ao filmar a cena da morte, a equipe de filmagem percebeu que Karen Gillan estava genuinamente chateada e "estava agindo com todo o coração".  Ao filmar a cena do "funeral Viking", Haynes desejou realizá-la durante o pôr do sol. No entanto, o sol se pôs sobre o deserto, então a cena foi filmada durante o nascer do sol que aconteceu sobre a água.
Kingston teve que dar um tapa genuíno em Matt Smith várias vezes em uma cena porque era difícil fingir. Ela lembrou que depois de algumas tomadas Smith ficou com as bochechas vermelhas e frustrado por ter que repetir a sequência várias vezes. O cenário do Salão Oval foi construído no Upper Boat Studios na Gales do Sul. Como a equipe de produção teve acesso a diversas fotos e plantas do escritório real, eles conseguiram replicá-lo em quase todos os detalhes. O principal problema para sua construção foi o engessamento; a equipe normalmente rebocava uma parede de cada vez para salas normais, mas como o Salão Oval era redondo, eles tiveram que fazer todo o conjunto de uma vez. A cena da lanchonete ao estilo americano quando os companheiros se reencontram com o Doutor neste episódio está na verdade localizada na Baía de Cardiff. O filme de Laurel e Hardy, The Flying Deuces, no qual o Doutor se intromete, foi feito por Smith dançando em frente à uma tela verde.

## Transmissão e recepção

### Vazamento
Em algum momento antes da transmissão do episódio, ele e "Day of the Moon" foram lançados em uma exibição para a imprensa, onde vários fãs foram convidados a comparecer. A equipe de produção presente pediu que não revelassem spoilers. Porém, após a exibição, um fã divulgou toda a trama dos dois episódios em um fórum na internet. A notícia do acontecimento irritou Moffat. Em uma entrevista na BBC Radio 5 Live, ele afirmou:
| “               | De certa forma, é comovente porque você está tentando contar histórias, que dependem da surpresa. As histórias dependem das pessoas se chocando. Histórias são os momentos que você não esperava, são eles que vivem em você e queimam em você para sempre. Se isso for negado a você, é vandalismo. Então, ter um idiota que veio a um lançamento para a imprensa, escreveu uma história no pior e mais desajeitado inglês que você possa imaginar e colocou na internet, só espero que esse cara nunca mais assista ao meu programa, porque isso é um coisa horrível de se fazer. | ” |
| — Steven Moffat | |   |

Apesar disso, ele acrescentou que a maioria dos fãs de Doctor Who são "spoiler-fóbicos", que se recusaram a ficar online para serem espoliados.

### Transmissão e audiência

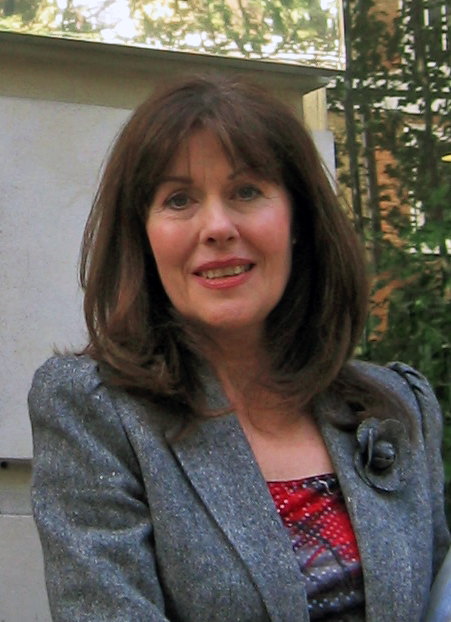
O episódio teve uma homenagem à atriz Elisabeth Sladen (imagem) após sua morte por câncer.

"The Impossible Astronaut" foi transmitido pela primeira vez no Reino Unido pela BBC One em 23 de abril de 2011 às 18h. Começou com uma homenagem à atriz Elisabeth Sladen, que morreu de câncer em 19 de abril de 2011. Sladen já havia aparecido na série como a acompanhante Sarah Jane Smith, tendo reprisado o papel no spin-off The Sarah Jane Adventures. Após a transmissão, números preliminares da audiência durante a noite foram de 6,52 milhões de telespectadores. A audiência final consolidada do episódio aumentou para 8,86 milhões, com um share de 43,2%. Isso fez do episódio o segundo programa de maior audiência do dia, atrás apenas do Britain's Got Talent na ITV1. Foi o terceiro mais assistido na BBC One e o sexto no geral em toda a semana que terminou em 24 de abril. Outras 300 000 pessoas assistiram ao episódio pelo BBC iPlayer dois dias após sua transmissão original. Recebeu um Índice de Apreciação do público de 88, uma das pontuações mais altas do fim de semana.
Nos Estados Unidos o episódio foi ao ar na BBC America no mesmo dia em que foi lançado no Reino Unido, como foi o caso no Canadá, onde foi ao ar no Space. 1,3 milhão de telespectadores assistiram "The Impossible Astronaut" na BBC America, tornando-a a transmissão de maior audiência na história do canal. Segundo informações, houve um aumento de 71 000 pessoas comparado a "The Eleventh Hour". Quando a audiência de DVR ao vivo + 7 dias foram adicionadas, o total subiu para 1,8 milhão. No Canadá, o episódio foi visto por 538 000 telespectadores, tornando-o o episódio de Doctor Who mais assistido do canal e sua transmissão mais assistida em 2011. Foi exibido na ABC1 na Austrália em 30 de abril de 2011, e foi visto por 860 000 pessoas nas cinco capitais, igualando a audiência de "A Christmas Carol" no Boxing Day de 2010.
O serviço de medição de audiência Kantar Media informou que "The Impossible Astronaut" foi o evento televisivo mais gravado de todos os tempos. A análise dos dados do BARB revelou que 4,11 milhões de pessoas gravaram e assistiram ao programa uma semana após a transmissão, representando 46% do total de telespectadores do episódio. Um total de 1,38 milhão de solicitações foram feitas no iPlayer no mês de abril, colocando-o em primeiro lugar no mês.

### Recepção critica

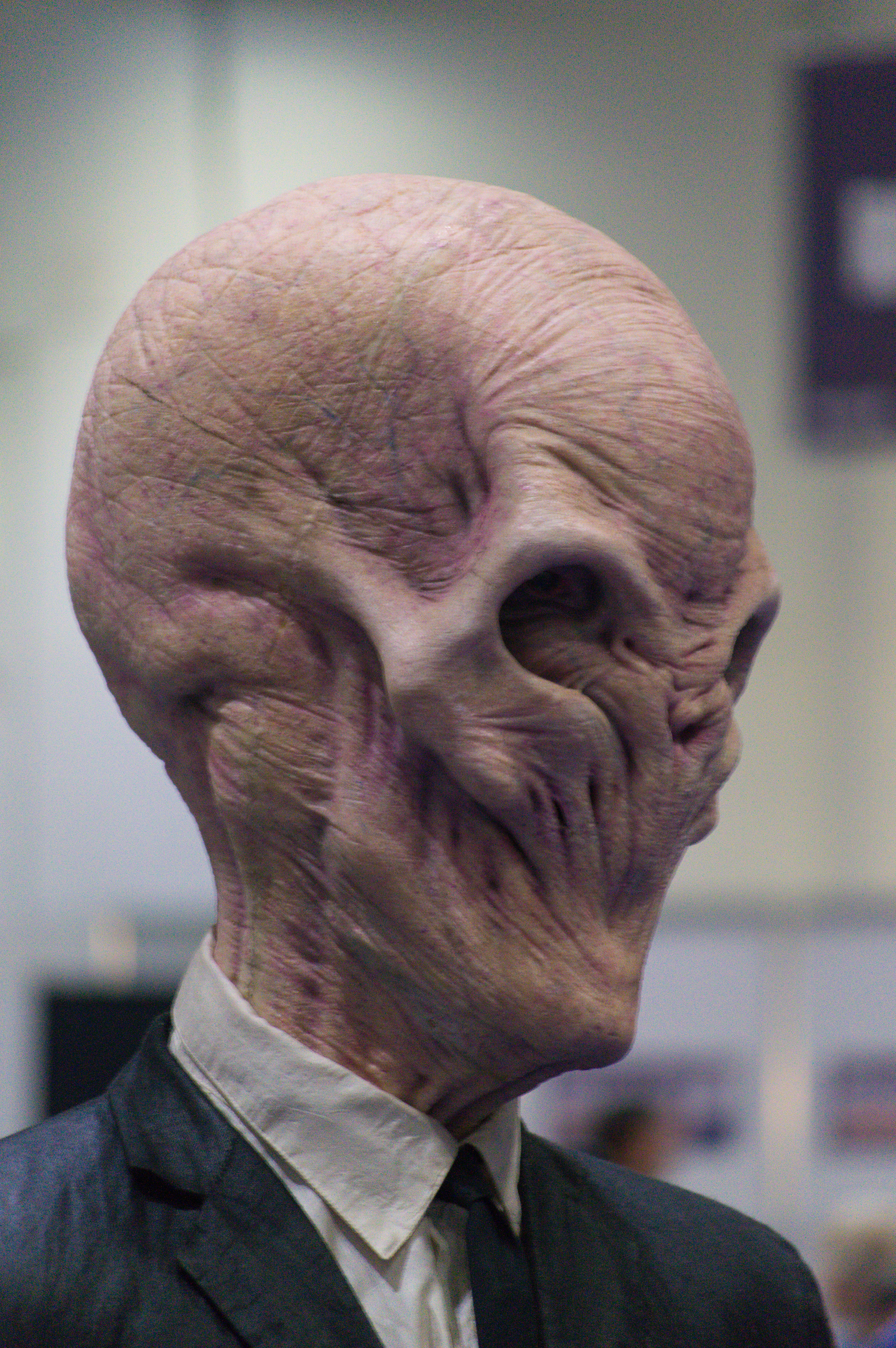
O conceito do Silêncio, visto aqui na Doctor Who Experience, foi elogiado pelos críticos.

O episódio recebeu críticas geralmente positivas dos revisores. Dan Martin do The Guardian foi positivo em relação a ele, acreditando que o elenco teve um desempenho melhor que na quinta temporada. Ele afirmou: "Steven Moffat jogou fora o livro de regras e fez Doctor Who, como você imagina, da maneira que imaginou que deveria ser toda a sua vida. Matar o Doutor deixa a forma da temporada mapeada, sobe o nível para que ninguém esteja seguro e vê Amy, Rory e River enfrentando um dilema terrível." Martin gostou que "o horror entorpecido de Amy leva as coisas a um nível de intensidade de final de temporada desde o início", e então muda "para uma comédia de boas maneiras no Salão Oval" e "se transforma em terror gótico e finalmente arremessa você para o chão com seu cliffhanger cinematográfico." Ele também foi positivo em relação a ambientação americana, e "nosso excêntrico quarteto britânico se atrapalhando com isso", acreditando que a série melhorou seu aspecto com isso. Com relação ao Silêncio, o avaliador acreditava que era "um truque psicológico padrão de Moffat, mas o mais refinado até hoje". Mais tarde, Martin classificou-o como o segundo melhor episódio da temporada, embora o último episódio não tenha sido incluído na lista.
Morgan Jeffery, do Digital Spy, chamou o episódio de "um lançamento fantástico para a sexta temporada", acrescentando que "as filmagens de Doctor Who nos Estados Unidos certamente valeram a pena, emprestando a essas cenas iniciais uma grande escala que a série dificilmente poderia esperar alcançar em 2005, muito menos em 1963." Comentando sobre a morte do Doutor do futuro, Jeffery disse: "sete minutos depois, o queixo coletivo de uma nação caiu quando o Doutor - o protagonista deste programa - foi abatido impiedosamente. Essa reviravolta na história é simplesmente impressionante e é difícil imaginar até mesmo espectadores casuais não estando sentados para prestar atenção neste momento." O revisor também acreditava que os personagens regulares da série estavam em "melhor forma", acrescentando que "os aspectos mais abrasivos da personalidade de Amy Pond parecem ter sido atenuados este ano, e Karen Gillan responde com seu melhor e mais simpático desempenho até o momento. Arthur Darvill também faz jus à sua recente promoção a companheiro de tempo integral. Seu timing cômico é simplesmente excelente, mas ele também se destaca nos momentos mais sombrios do episódio." Jeffery avaliou o episódio com cinco estrelas de cinco.
Gavin Fuller, do The Daily Telegraph, acreditou que foi "um começo excelente para a primeira parte da temporada de 2011, com o final chocante de Amy aparentemente atirando em uma garota, fazendo uma espera ansiosa pela conclusão na próxima semana para ver como tudo se resolveria", da mesma forma como aprovou o conceito do Silêncio. Rick Marshall da MTV acreditava que "Steven Moffat e a equipe de Doctor Who oferecem mais um grande episódio", mas também disse que "o grande momento de angústia provavelmente fará com que a cabeça de mais do que alguns fãs exploda". Além disso, Marshall acreditava que os antagonistas alienígenas "competem com os Weeping Angels pelo fator assustador". Simon Brew, do Den of Geek, achou que o episódio foi "um retorno triunfante para Doctor Who, borbulhando de confiança e revelando tramas que sugerem uma temporada envolvente"." Brew gostou do desempenho de Sheppard como Delaware e da presença crescente de Darvill como Rory. Ele também elogiou o trabalho de Haynes nos Estados Unidos, dizendo que era uma melhoria em relação a "Daleks in Manhattan", que apresentava atores britânicos tentando interpretar com sotaque americano. Tom Phillips, do Metro, disse que a ambientação nos Estados Unidos de 1969 foi "lindamente usada" e gostou do "assustador" Silêncio. No entanto, sentiu que o episódio seria "um pouco difícil de entender" para novos espectadores. Kevin O'Sullivan do The Sunday Mirror foi mais negativo em relação ao episódio, afirmando que era "impossível de entender" e "apenas para nerds estritamente de ficção científica", acrescentando que Smith "continua sendo um Doutor derivado que não traz nada de novo para a festa."